# Garvkroken

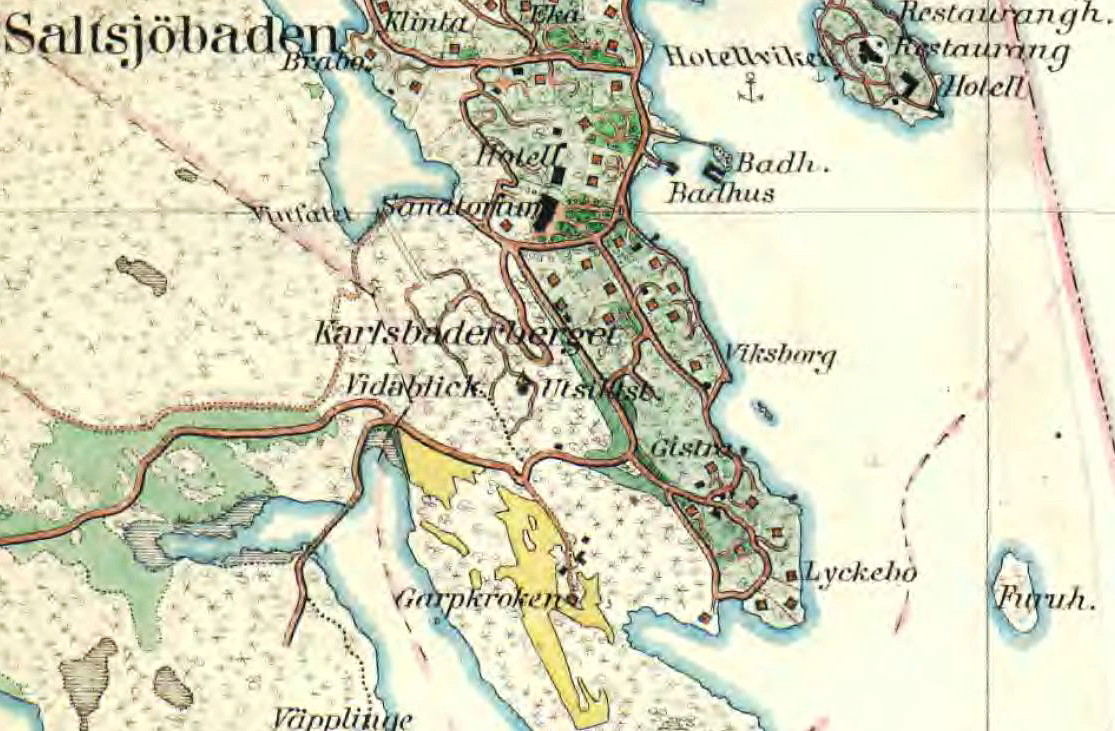
Garpkroken med omgivning 1901.

Garvkroken är ett villaområde i Saltsjöbaden, Nacka kommun. Norra och södra Garvkroken består huvudsakligen av villabebyggelse från kort före och efter sekelskiftet 1900. Enligt Stockholms läns museum är Garvkroken av stort kulturhistoriskt intresse med villabebyggelse som präglas av ”högt ställda arkitektoniska ambitioner”.

## Geografi och namn

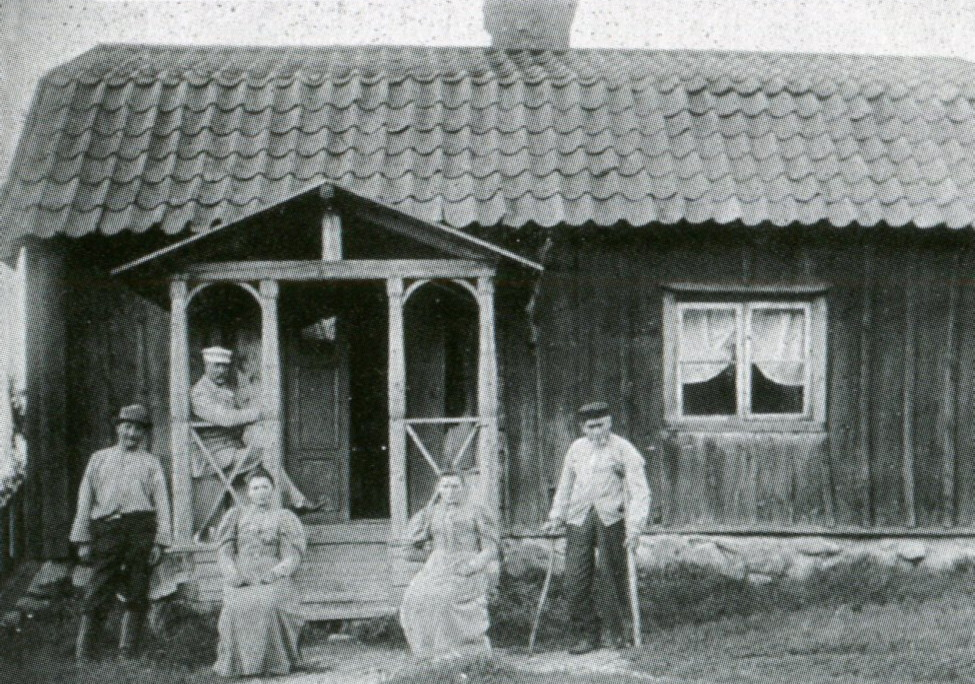
Torpet Garpkroken 1900.

Området sträcker sig i norr till Saltsjöbadens sjukhus, i väster till Karlsbaderberget samt Vårgärdssjön och i öster vidtar Baggensfjärden. 
Namnet Garvkroken härrör från 1700-talstorpet Garpkroken, även kallat Wårgälsström (d.v.s. Vårgärdsström), som i likhet med hela trakten lydde under godset Erstavik. Torpet finns ännu inte på den äldsta kartan från 1723. Torpstugan står kvar ombyggd på en liten kulle innanför Svartviken ungefär vid dagens Älgövägen / Gökvägen. Först på 1860- och 1870-talen användes enbart namnet Garpkroken. Den siste torparen hette Carl Carlsson och brukade med hustrun Stina Cajsa Skantz och två söner torpet mellan 1850 och 1863. Siste arrendatorn av Garpkroken var fiskaren Johan Fredrik Fogelberg som kom dit 1875 och stannade till sin död 1892.

## Områdesbeskrivning
När de första villorna uppfördes i det nybildade Saltsjöbaden exploaterades huvudsakligen Neglingeön. Här ligger Grand Hotel Saltsjöbaden och här har Saltsjöbanan sin slutstation. Efter hand började även andra områden kring Neglingeön och Neglingeviken bebyggas. Ett av dem var Garvkroken, en stark kuperat trakt söder om Neglingeön med en sammanhängande strandlinje mot Baggensfjärden.
Garvkroken styckades i stora tomtar vars indelning i dag i det närmaste är identisk med den från 1896. Gaturummet präglas av slingrande vägar med branta stigningar och villorna var direkt från början året runt bostäder. Hit sökte sig samhällets absoluta toppskikt, bankdirektörer, grosshandlare och företagsledare. De flesta pendlade med Saltsjöbanan till och från sina arbetsplatser i Stockholm.
Idag finns i norra och södra Garvkroken ett 50-tal villor, de flesta byggdes mellan 1895 och 1920. Bara ett fåtal har kommit till efteråt. Bland de intressantaste och mest välbevarade villorna i området kan nämnas:
- Amiralsvägen 3, arkitekt Gustaf Hugo Sandberg (1907)
- Amiralsvägen 10, arkitekt okänd (1910)
- Saltsjöpromenaden 24, arkitekt okänd (ca 1910)
- Saltsjöpromenaden 32 ”Viksborg” (även kallad ”Kinnanderska villan”), arkitekt Carl Westman (1905), beställare direktören Oscar Kinnander
- Saltsjöpromenaden 38 ”Thulinska villan”, arkitekt Carl Westman (1903), beställare redaren Carl Gustav Thulin
- Svartviksvägen 9 ”Villa Klippan”, arkitekt Lars Johan Lehming (1902), beställare grosshandlaren W. Bäckström

## Bilder

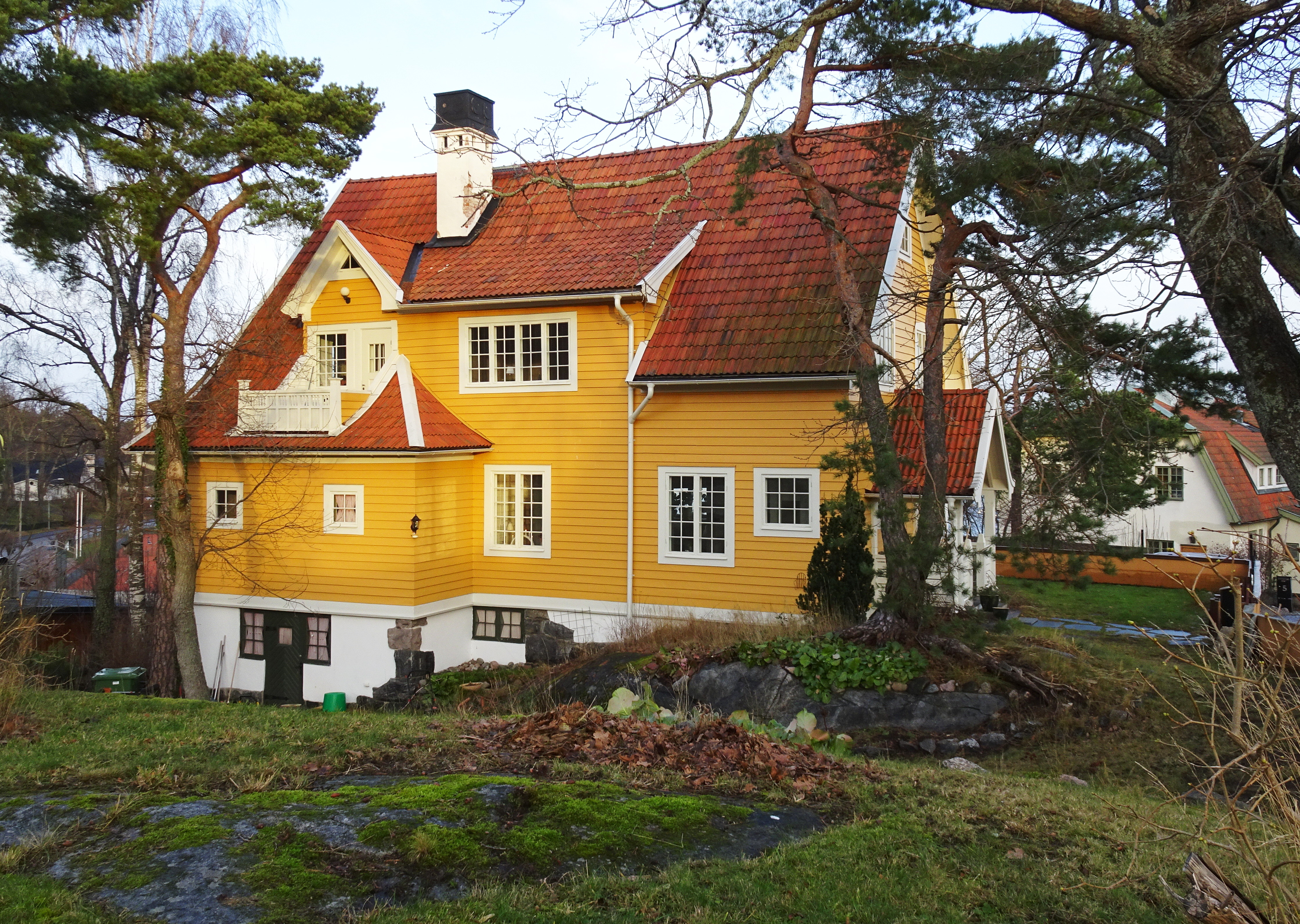
Villa Amiralsvägen 3
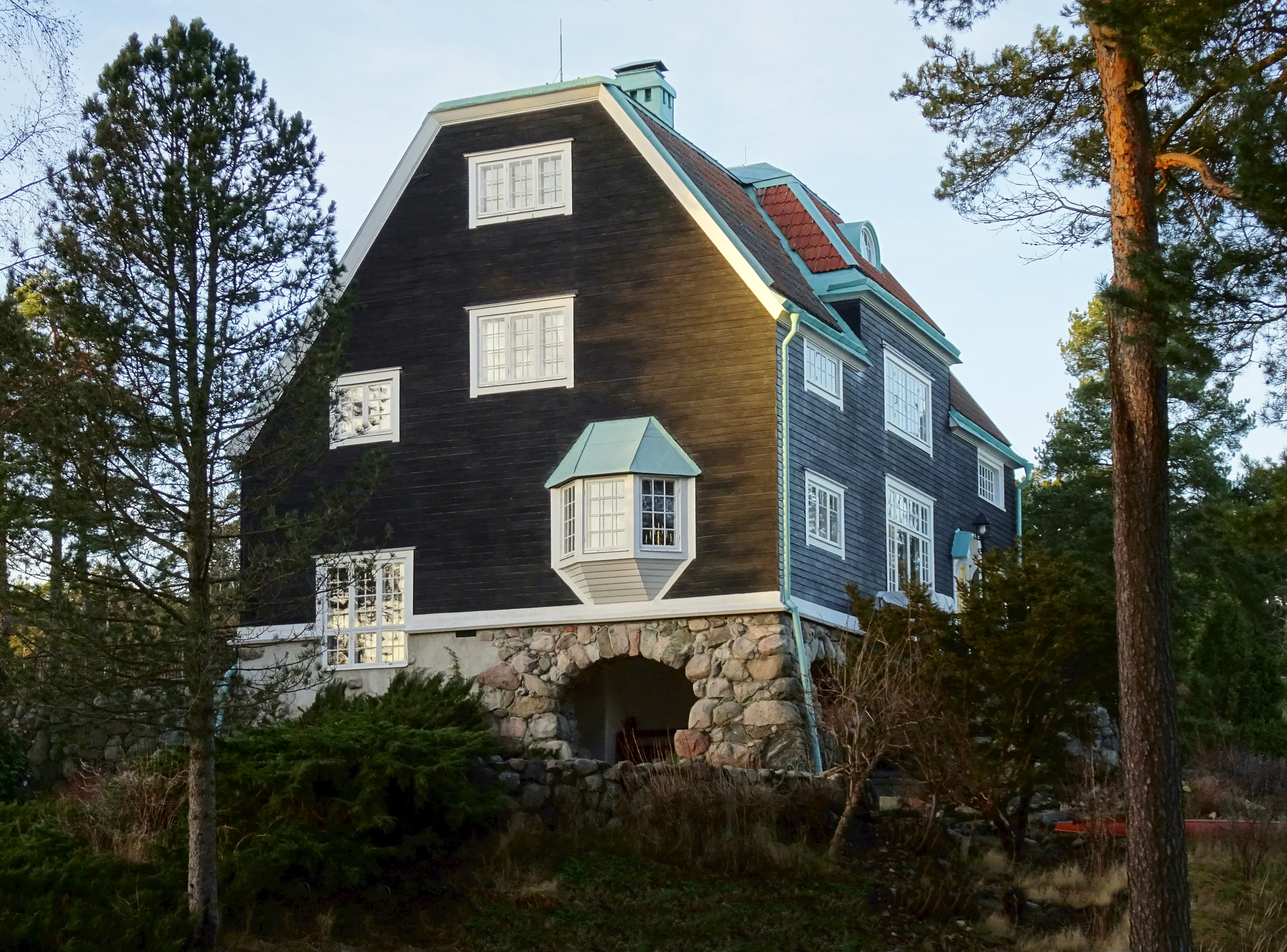
Thulinska villan
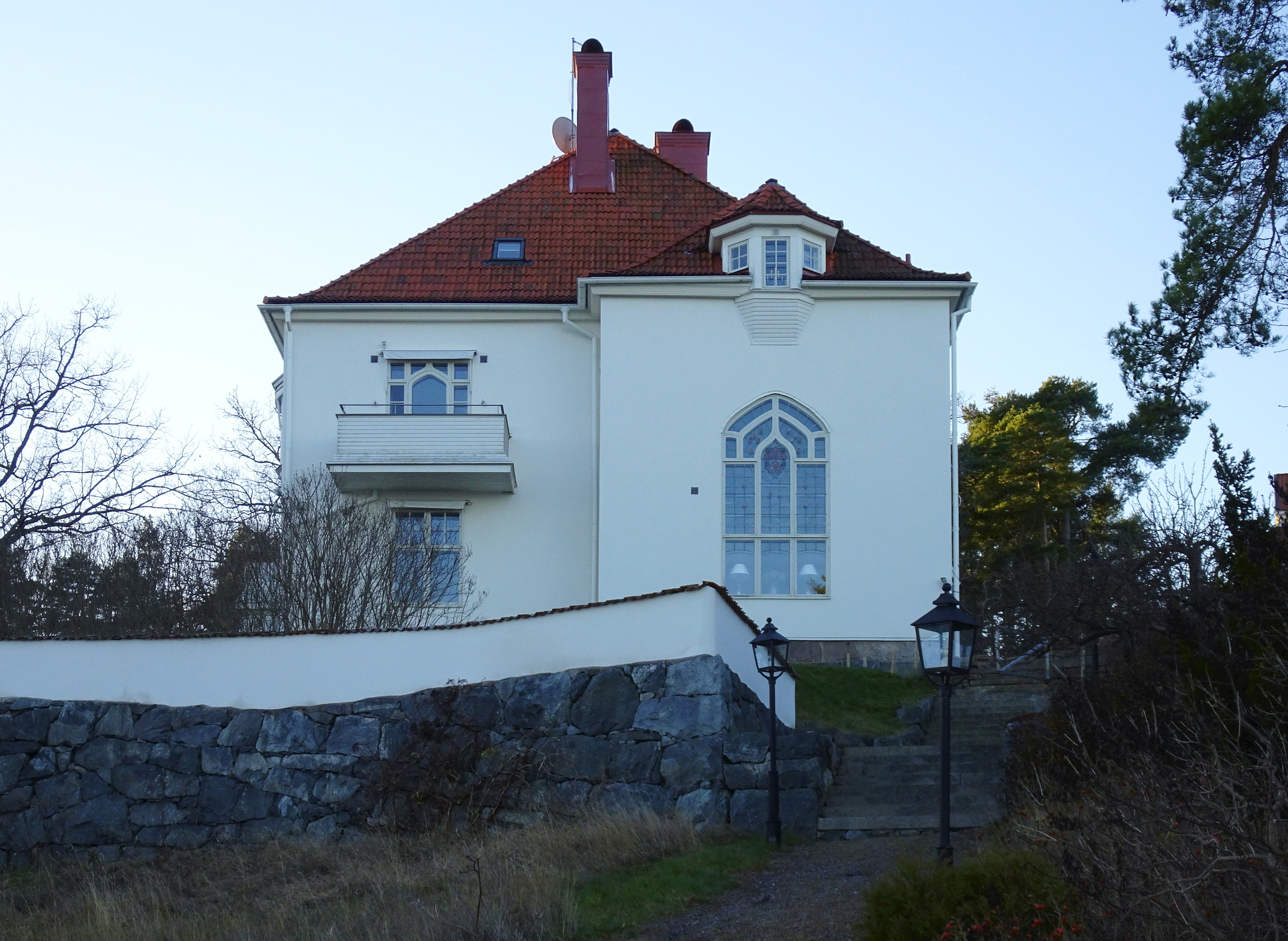
Villa Viksborg
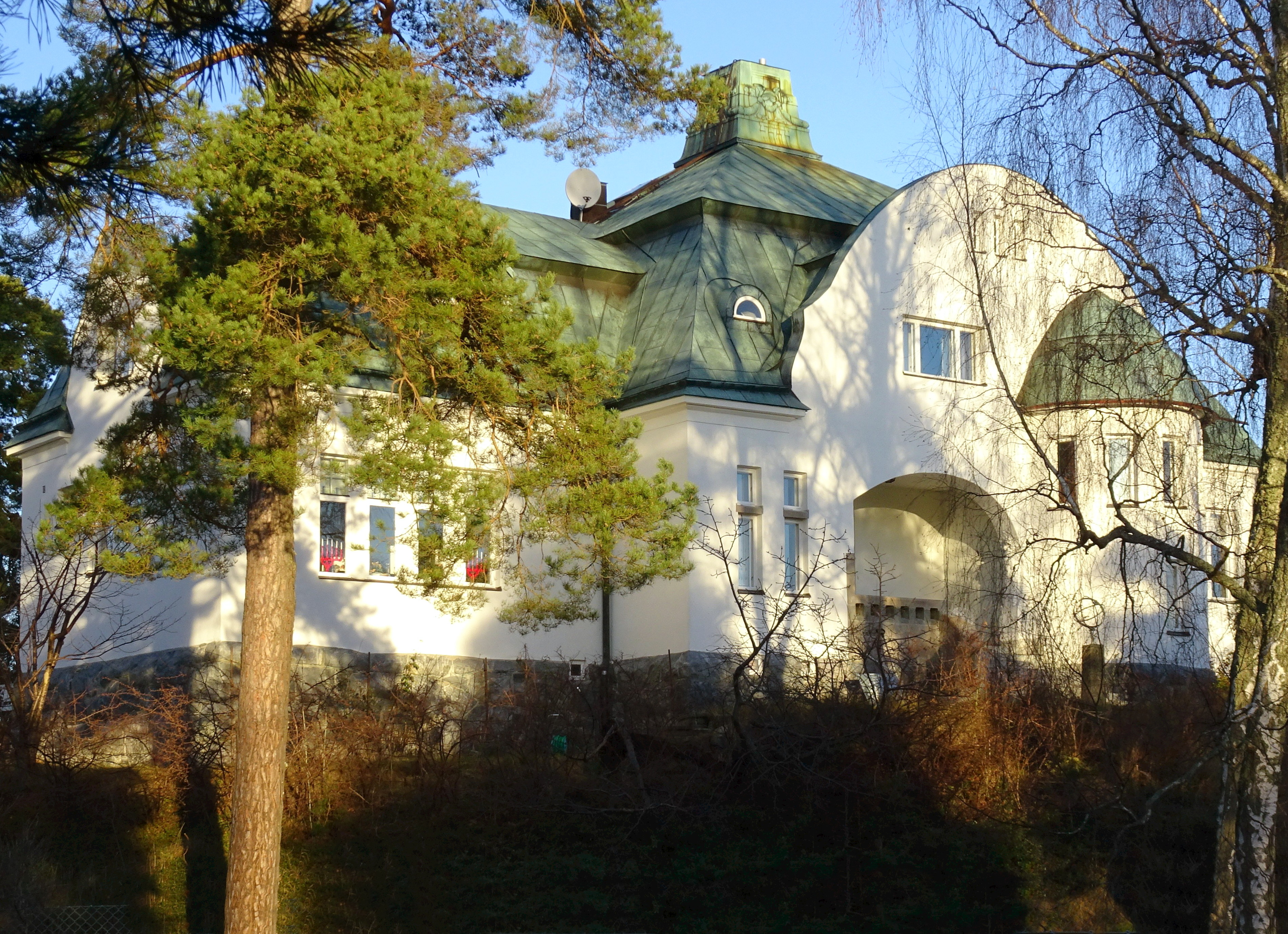
Villa Klippan
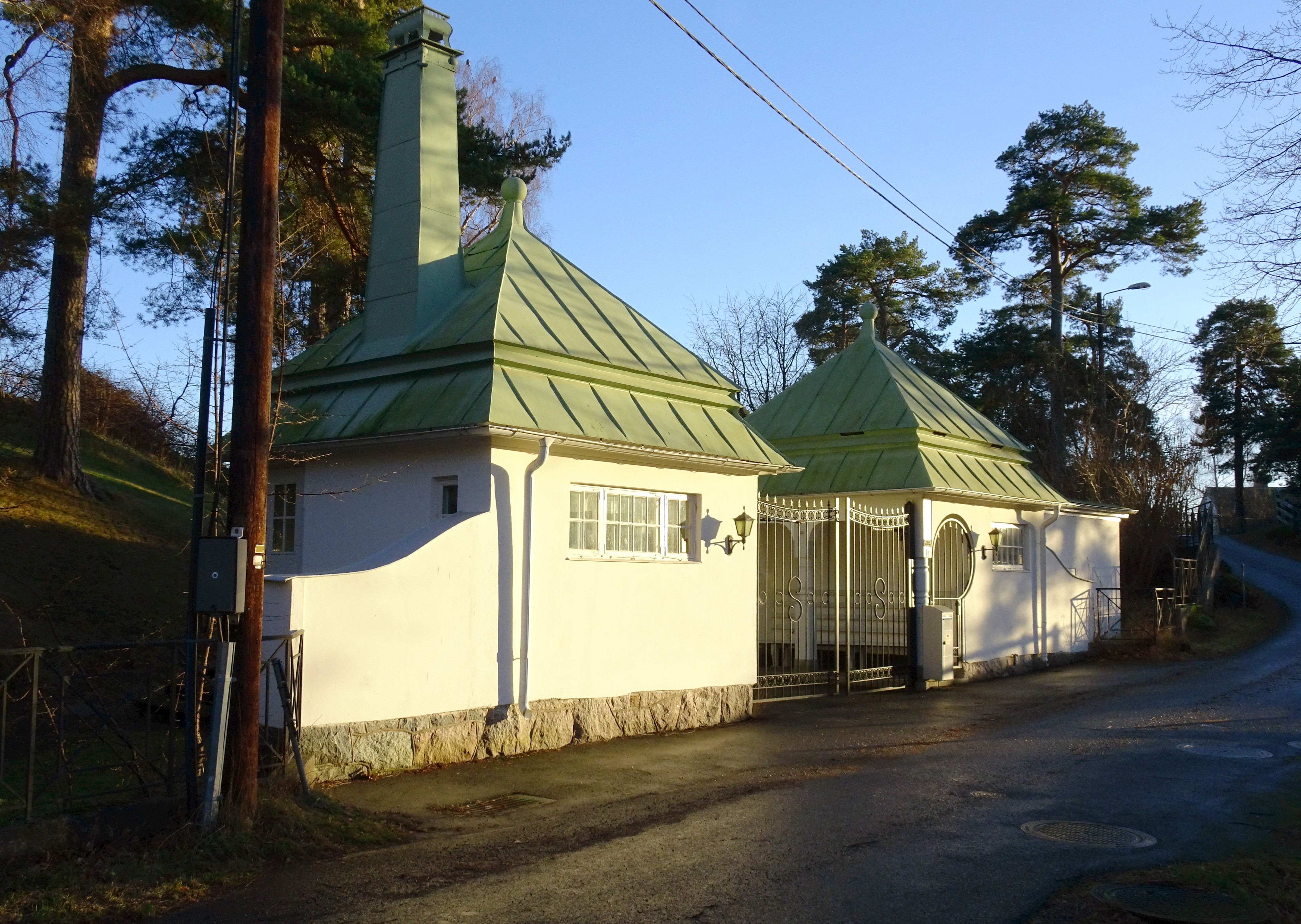
Svartviksringen vid Villa Klippan